# Цигуларят (филм, 1959)
„Цигуларят“ (на английски: The Violinist) е американски анимационен филм от 1959 година.

## Сюжет
Филмът е забавна пародия на стара поговорка, според която за да създаде страхотна музика, артиста трябва да страда. Самоукият цигулар П. П. Хари разбира, че човек трябва да страда, но не прекалено много, в пресладване на величието. Блаженият човечец се смята за цигулар, но всеки път когато свири пред хора, те му казват, че това не го умее. Дори най-добрият му приятел и помощник, едно говорещо куче, мрази неговата ужасна музика. Хари опитва всичко, дори уроци по музика, но без резултат. Той и кучето решават, че не е страдал достатъчно, за да бъде велик музикант. Хари променя живота си и започва да страда, в резултат на което, музиката му става все по-добра, а животът все по-нещастен.

## В ролите
Персонажите във филма са озвучени с гласа Карл Райнър.

## Награди и номинации
- Награда БАФТА за най-добър американски анимационен филм от 1960 година.
- Номинация за Оскар за най-добър късометражен анимационен филм от 1960 година.[4]